# حنكلة
الحِنكلة أو الأسكوشيتا أو اسكوكيتا جنس من الفطريات الزقية ، يحتوي على عدة أنواع مسببة للأمراض النباتات، وخاصة محاصيل الحبوب.